# 4. Sinfonie (Bruckner)
Die Vierte Sinfonie in Es-Dur (WAB 104) mit dem Beinamen Die Romantische ist neben der Siebenten die wohl beliebteste Sinfonie von Anton Bruckner. Die erste Fassung entstand 1874. Die zweite Fassung von 1878 enthält ein völlig neu komponiertes Scherzo. In den Jahren 1879/80 überarbeitete Bruckner noch einmal das Finale.
Die sehr erfolgreiche Uraufführung fand am 20. Februar 1881 in Wien mit den Wiener Philharmonikern unter der Leitung von Hans Richter statt.

## Besetzung
2 Flöten, 2 Oboen, 2 Klarinetten (in B), 2 Fagotte, 4 Hörner (in F), 3 Trompeten (in F), 3 Posaunen (Alt, Tenor, Bass), 1 Basstuba, Pauken, 1. Violine, 2. Violine, Bratsche, Violoncello, Kontrabass
Aufführungsdauer: ca. 66 Min.

## Charakteristik
Zu Lebzeiten wurde Bruckners Vierte neben der Siebenten am häufigsten aufgeführt, nach Bruckner ist sie seine „verständlichste“. Ursachen dafür sind neben Stil und Ausdruck die „Unmittelbarkeit ihrer melodischen Gedanken“ und die „gesteigerte Leuchtkraft ihrer Farben“. Alle Sätze folgen sonatischen Gestaltungsprinzipien, die Instrumentation ist „raffiniert [...] wie noch nie“, sodass die „Bausteine“ „nicht mehr als störend empfunden wurden“. Es ist Bruckners erste Sinfonie in Dur und seine erste, in der „der Dur-Moll-Wechsel, vor allem aber die für die Harmonik der Romantik so charakteristische Vermischung der Tongeschlechter zum Prinzip erhoben wird“, man vergleiche etwa Franz Schubert und Carl Maria von Weber.

## Das „Romantische“
In die Vierte drang die Vorstellungswelt des Wunderbaren, Geheimnisvollen, Religiösen und Reinen aus Wagners Oper Lohengrin ein, die für Bruckner „der Inbegriff der Romantik“ war. Der Vergleich mit den Regieanweisungen aus dem zweiten Aufzug: „Allmählicher Tagesanbruch. Zwei Wächter blasen vom Turm das Morgenlied; von einem entfernteren Turme hört man antworten“ ist jedoch problematisch, da Bruckner nicht die romantische Mittelalterverklärung teilte. Gegenüber Theodor Helm soll er aber das Bild einer mittelalterlichen Stadt entworfen haben mit Rittern, die durch das Tor hinaus in den Wald galoppieren, wo sie vom Vogelgesang umgeben werden.
Dass Bruckner während der Entstehung der Sinfonie diese als „Romantische“ bezeichnet hätte, ist nicht bekannt. Erst eineinhalb Jahre später taucht der Name auf in einem Brief an den Berliner Musikkritiker Wilhelm Tappert, um dort eine Aufführung in die Wege zu leiten. Tappert war Vertreter der „Neudeutschen Schule“. Das poetische Programm, das Bruckner an Paul Heyse sandte, kann als Bemühung gedeutet werden, die als Kritik gemeinte Äußerung von Heinrich Porges in den Münchner Neuesten Nachrichten zu widerlegen, er sei „stets absoluter Musiker geblieben“: Bruckner demonstrierte, dass er „ganz bestimmte Charaktere oder Erlebnisse in Tongestalten“ darstellen könne.

## Zur Musik

### 1. Satz: Bewegt, nicht zu schnell (Es-Dur, alla breve)

#### Hornruf-Teilthema
In dreifachem piano setzen die Streicher mit einem Es-Dur-Tremolo ein, das trotz der geringen Lautstärke „irisierend und statisch zugleich“ Fülle vermittelt. Als charakteristischer Wesenszug von Bruckners Sinfonik bildet über dem Streichertremolo hervortretend ein viermaliger auf dem Elementar-Intervall der Quinte basierender Horn-Ruf einen 16-taktigen Bogen, Prototyp der Brucknerschen Themen. Der Themenkopf ist nicht nur melodisch, sondern mit der Dreifachpunktierung auch rhythmisch „überaus markant“ und entfaltet im Horn eine „fließende Klangsinnlichkeit“.
Laut einem Brief vom 22. Dezember 1890 an den Dichter Paul Heyse ist „das Horn gemeint, das vom Rathause herab den Tag ausruft“, worauf sich das Leben entwickelt. Eine Deutung als „Inbegriff der semantischen Felder Natur und Naturreligion“ liegt nahe.
Die Dominante wird nur flüchtig angedeutet und die „beiläufige Auslenkung“ des oberen Tons im zweiten Ruf mit ces statt b findet in der Kadenz seine Entsprechung in der Berührung der fernen Tonarten as-Moll und Ces-Dur. Damit wird eine dissonante Gegen-Struktur mit chromatischem Bezug zur Haupttonart etabliert mit Ces-Dur als Zentrum eines Netzwerks von tonalen Bezügen, die gemeinsam der Tonika und ihren Verwandten entgegengesetzt werden. So entsteht Instabilität der „problemlos ausschwingenden Melodik“, indem gegenüber dem unveränderten Rhythmus die Erweiterung der in der Melodie vorhandenen Intervalle als Echo eine Chromatik in der Begleitung erhält. Das Signal wird dann vom „metrisch regulären periodischen Gerüst der Holzbläser“ überlagert, wodurch ein „origineller rhythmischer Kontrapunkt“ entsteht, zudem ein „räumlich wirkendes Espressivo“, musikalische Weite und spürbare Ruhe evozierend.
Dem „klaren Additionstyp“ der thematischen Kurzzeilen entspricht „streng-blockhaft“ die periodische Reihung, dabei überbrücken Nebenstimmen die starken Gruppengrenzen.

#### Teilthema im Bruckner-Rhythmus
Wie im Vorgängerwerk gibt es als „Themendoppel“ zuerst ein „lapidares“ Bläsersignal gefolgt von einem Tutti als „lautstarker, melodisch fülliger Kontrast“. Erst hier wird der Allegro-Charakter des Satzes offenkundig. Im „Bruckner-Rhythmus“ aus zwei Vierteln gefolgt von einer Vierteltriolengruppe, der in acht crescendierenden Takten vorbereitet wurde, durchmessen aufsteigende Tonschritte das elementare Intervall der Oktave. Durch sofortige Sequenzierung ergibt sich ein formelhafter Charakter, dann ergibt der Wechsel von auf- und absteigender Präsentation ein „thematisches Profil mit minimalem Vorder- und Nachsatz im Umkehrungsverhältnis“. Wechselnd harmonisch beleuchtet erreicht die Figur „in rüstiger Gegenbewegung der Streicher zu fülligem Bläserchor“ einen Höhepunkt.

#### Zweiter Themenkomplex
Ohne Überleitung setzt in markantem Kontrast das Gesangsthema ein. Nach dem Brief an Heyse ist „in der Gesangsperiode [...] das Thema: der Gesang der Kohlmeise Zizipe“. Tänzerisch, zugleich fragil wird die Vogelstimme mit einem Kontrapunkt kombiniert, der das Gewicht eines „Gegenthemas“ erhält. Die unterschiedlich großen und strukturierten Gruppen und die stärkere Verzahnung der metrischen Einheiten bewirken hier einen fließenderen Charakter als im ersten Themenkomplex.

#### Schlussgruppe
Der zuvor als Modulationsgruppe fungierende Thementeil im Bruckner-Rhythmus eröffnet in abwärtsgerichter Variante den die Exposition abschließenden Formteil, sodass hier ebenso von Schlussgruppe wie von drittem Thema gesprochen werden kann. Die zwischen erster und zweiter Themengruppe unterbrochene Vorbereitung der Dominanttonart, die mit einem vorbereitenden Charakter dieser Formteile korrespondiert, wird hier wiederaufgenommen, sodass die dritte Gruppe als Ergebnis der motivischen und harmonischen Intensivierung erscheint. Im Gegensatz zu den streng gegliederten Passagen davor ist diese lockerer gestaltet und „trägt fast improvisatorische Züge“. Als Gipfelpunkt erscheinen dramatische Blechakkorde, die plötzlich abgeschnitten werden und einer Wiederaufnahme des Gesangsthemas mit neuem, absteigendem Kontrapunkt weichen als „Schlußfall“ der Exposition, die in einen Paukenwirbel mündet.

#### Durchführung
Abwärts bewegte Streicherfiguren und chromatisch geführte Soli von Klarinette und Flöte breiten Melancholie aus, bis wieder Hornrufe einsetzen, so entsteht eine kammermusikalische Meditation über den sinfonischen Beginn. Variantenreich wird das Themenmaterial in der Durchführung ausgearbeitet, hinzu tritt ein feierliches Choralthema mit Kirchenliedcharakter. Eine rhythmische Vergrößerung des Gesangsthemas verwandelt dieses in ein „wunderbar innige[s] Gebet“, erhabene Musik, die zur Reprise überleitet.

#### Reprise und Coda
In der Analyse seiner Vierten Symphonie im Österreichischen Volks- und Wirtschafts-Kalender für das Schaltjahr 1876 gliedert Bruckner den ersten Satz in oberster Ebene zweiteilig, wobei der zweite Teil Durchführung und Reprise zusammenfasst und zum Abschluss der Durchführung auf einem siebenten, also vorletzten Takt im Raster die Anmerkung „geht aber fort“ angemerkt ist. Durch eine einfache Gegenstimme in der Flöte wird der Beginn des Hauptthemas angereichert, dann fügen die Celli „an den Zäsuren des Themas einen inbrünstigen Kommentar hinzu“.
An der analogen Stelle, wo am Ende der Exposition die Spannung vor der Durchführung aufgebaut wird, beginnt aus „leisesten Uransätzen“ die „Endentwicklung [...] in mehreren groß ausstürmenden Symphoniewogen“.

### 2. Satz: Andante quasi Allegretto (c-Moll, 4/4)
Auf zwei Takte „Klanggrund“, der den Satz wie die übrigen Sätze der Sinfonie und auch das Trio eröffnet, hier in Form von „harmonisch-rhythmische[n] Begleitfiguren“, setzt ein achttaktiges Violoncello-Solo von zwei Oktaven Umfang in „verhaltener, konduktartiger Marschbewegung“ ein und verweist auf die langsamen Sätze von Franz Schuberts Klaviertrio op. 100 und der großen C-Dur-Sinfonie. Es beginnt wie das Hauptthema des ersten Satzes mit einer fallenden Quinte und bildet ausgehend von einem modalen c-Moll eine Kette, wobei Motive mit Trugschluss-Wendung eine Bewegung in Gang halten, die in außergewöhnlich gleichförmiger Weise den kompletten Satz durchzieht. So ändern sich Tempo und Struktur nicht, wenn die Bratschen vor Pizzicato-Begleitung als zweite Gruppe einen langen, langsamen Gesang anstimmen, der „einigermaßen stockend und ziellos“ rezitativischen Charakter hat.
Am Beginn des durchführenden Abschnitts erzeugen Soloflöte und Wiederholung im Solohorn einen Halbton höher eine „seltsame und wunderbare Echowirkung“. In „verblüffender Weise“ wird dann die „Wunderhorn-Atmosphäre“ Gustav Mahlers vorweggenommen. Die Durchführungsansätze beschränken sich allerdings auf „Umgruppierungen von invariantem Material“.
Bei der letzten Wiederkehr steht das Thema des Satzes im Holz vor einer neuen, fließenden Begleitung der Streicher, worauf eine Steigerung einsetzt. Vor dem Höhepunkt der Entwicklung auf der Dur-Tonika setzt Bruckner strategisch den Quartsextakkord auf dem punktierten Motiv des ersten Themas ein, was an Wagners Vertragsmotiv aus dem Ring erinnert. Wenn der Satz mit dem Seitenthemenkomplex endet, bildet der langgezogene Ton der Bratsche mit den Quartgängen der Pauke eine atmosphärische Klangfläche.

### 3. Satz: Scherzo. Bewegt (B-Dur, 2/4) – Trio: Nicht zu schnell, keinesfalls schleppend (Ges-Dur, 3/4)

#### Scherzo
Das von Bruckner als Bild der „Jagd“ bezeichnete Scherzo im 2/4- statt 3/4-Takt ist „wohl bis heute sein populärster Sinfoniesatz überhaupt“, die ausgedehnte „Jagdszenerie“ blieb „singulär in der Sinfonik Bruckners“. Der Satz bietet Reminiszenzen an die Scherzi aus Beethovens Dritter und Vierter Sinfonie. Fanfaren der Bläser nach dem 2+3-Modell dominieren den ganzen Satz.  Die „treibende[n] Signal-Triolen“, die von den Hörnern über die Trompeten zu den Posaunen wandern, suggerieren „die räumliche Bewegung einer Jagdgesellschaft“. Deren rhythmisch-polyphones Spiel führt zur „antiphonischen Ausdifferenzierung der Blechbläser“, wenn nach der Verdichtung der Harmonik durch aufeinandergesetzte Terzen die Dissonanz durch ein zweites Motiv aufgelöst wird.
Der Seitensatz ist motivisch mit dem Hauptthema der Kopfsatzes verwandt und bietet ein „ausdrucksvoll modulierende[s] Motiv in den Streichern“. Im weiteren Verlauf des Satzes fällt eine aus dem Jagdthema gestaltete „apart huschende, zugleich kammermusikalisch wirkende Episode“ auf als „lose Folge musikalischer Partikel“, die zwischen Improvisation und Launenhaftigkeit changiert.

#### Trio
Das Ländler-Trio in Ges-Dur mit seinen „sinnlich fließenden Achtelketten“ ist mit 54 Takten außerordentlich kurz. Bruckner greift wie Beethoven in seiner Sechsten Sinfonie oder Schubert im letzten Lied der Winterreise den Topos der an Drehleier und Dudelsack erinnernden Bordunquinte auf, wobei hier laut dem Brief an Heyse die musikalische Begleitung eines Mittagsmahles im Wald illustriert wird. Die Rezeptionsgeschichte dieses Trios reicht über Mahlers Zweite Sinfonie bis zu Luciano Berios Sinfonia von 1968.
Ohne jeden Übergang wird das Ges-Dur von der Reprise des Scherzos in B-Dur abgelöst.

### 4. Satz: Finale. Bewegt, doch nicht zu schnell (Es-Dur, alla breve)

#### Exposition
Ein 42 Takte lang währender Prozess aus einer motivischen Themenvorform über einem pochenden Orgelpunkt der tiefen Streicher und aus Reminiszenzen des Jagdthemas aus dem Scherzo führt zum schroff-abfallenden Hauptthema, die Grundtonart wird erst in Takt 79 erreicht, zuvor verkörpert das Thema den Phrygischen Modus. „Zyklische Integration“ wird neben dem Zitat des Hornthemas aus dem Scherzo durch einen „trauermarschartigen c-Moll-Vorspann“ für das Seitenthema, der auf den langsamen Satz verweist, und durch die „Wiederkunftsdramaturgie“ mit dem „romantisch-emblematische[n] Hornruf“ am Schluss des Satzes erreicht. Das tänzerisch fragile Seitenthema mit tändelnden Pizzicatobewegungen der tiefen Streicher wird im Laufe des Satzes ins Pathetische mit choralartiger Affirmation gewendet. Ein „geradezu furchterregendes“ drittes Thema mit einer „dämonische[n] Klangentwicklung“ einer Sextolenbewegung des ganzen Orchesters trägt zum insgesamt düsteren Charakter des Finale bei.

#### Durchführung und Reprise
Durchführung und Reprise werden zu einem geschlossenen Formteil zusammengezogen. Die Konturen des Sonatensatzes werden zudem „von baukastenartiger Formbildung überflutet“. Die Durchführung erscheint dabei als „kontrapunktisches Meisterstück in der Ausarbeitung der Varianten aller drei Themengruppen“. Bis zum Schluss wird durch einen Wechsel der Bilder das Interesse wachgehalten. Man erlebt eine „Klangschattenmusik“, wenn eine „introvertierte Hymne“ der Holzbläser in einen „exotisch-bizarren Prozess“ aus Abspaltungen des Hauptthemas mündet. Auf einen umgekehrten Hauptthemenbeginn in den Holzbläsern folgen „langsam mäandernde Linien“, eine kammermusikalische Melancholie.
Die Coda wird von dem Hauptthema des ersten Satzes beherrscht, das bereits den ganzen Satz durchzogen hat und somit als „‚geheimes‘ Hauptthema“ die anderen, „ungeachtet ihrer zum Teil machtvollen, auftrumpfenden Gestik, marionettenhaft wirken läßt“. Am Ende entsteht durch eine 164 Takte einnehmende, steigernde Schlussapotheose Faszination des Verzögerns. Von der chromatischen Nebennote ces, die im Hauptthema des ersten Satzes etabliert wurde, steigt zuletzt der Bass abwärts bis in eine große phrygische Kadenz, womit im Abschluss aus der dissonanten Nebennote die Kadenzstruktur bestimmt wird.

## Entstehungsgeschichte
Die Vierte entstand 1874 während eines sorgenvollen Jahres als „Zeichen ungebrochenen Schaffenswillens“. Eine „lebenslängliche jährliche Dotation“ wurde vom oberösterreichischen Landtag abgelehnt, ebenso eine „fixe Anstellung“ als Lehrer der Musiktheorie an der k. k. Universität. Eine Anfrage nach einem „jährlichen, ausgesprochenen, versichterten Beitrag“ zu vermitteln durch den englischen Botschafter blieb unbeantwortet. Zudem verlor Bruckner seine Lehrstelle bei St. Anna. Zwei Tage nach Vollendung der Dritten begonnen, war die Arbeit in nur elf Monaten und zwanzig Tagen abgeschlossen. Die überragende Rolle, die die Arbeit an seiner Kunst für Bruckner hatte, findet in seiner Aussage Ausdruck, dass er nicht heiraten könne, weil er die Vierte Sinfonie fertigkomponieren müsse.
Mit Unterstützung des Musikkritikers Wilhelm Tappert sollte das Werk im Frühjahr 1877 in den Konzerten von Benjamin Bilse in Berlin gespielt werden, wozu es jedoch nicht kam. Bruckner suchte den Fehler bei sich und überarbeitete die Sinfonie, wobei das Scherzo 1878 komplett neu geschrieben wurde. Im Februar 1880 fand eine Aufführung der Mittelsätze auf zwei Klavieren beim „Internen Abend“ des Akademischen Wagner-Vereins in Wien statt. Die Version von 1878 mit dem 1880 neuerlich überarbeiteten Finale ist die bis heute meistgespielte, ihre Uraufführung erlebte sie am 20. Februar 1881 in Wien unter Hans Richter. Eine dritte Fassung (wobei das Finale eine vierte Fassung erhielt) wurde im Februar 1888 abgeschlossen und erklang am 22. Januar 1888. Im Druck von 1889 erfuhr die Sinfonie eine Bearbeitung durch Ferdinand Löwe.

## Fassungen
Die zweite Fassung mit dem dritten von Bruckner komponierten Finale wird als „verbindliche Werkgestalt“ betrachtet. Bruckner strich die zunächst im ersten Satz vorgesehenen zahlreichen Pausen, an die Stelle von Quintolen trat im Finale der „Bruckner-Rhythmus“, die Bedeutung des Kopf-Themas für alle Sätze wurde reduziert und das Scherzo durch ein neues ersetzt.

## Diskographie

### Auswahl
- 1944: Wilhelm Furtwängler, Berliner Philharmoniker – Urania
- 1951: Wilhelm Furtwängler, Wiener Philharmoniker – DGG
- 1963: Otto Klemperer, Philharmonia Orchestra – EMI
- 1965: Eugen Jochum, Berliner Philharmoniker – DGG
- 1973: Karl Böhm, Wiener Philharmoniker – Decca
- 1975: Herbert von Karajan, Berliner Philharmoniker – DGG
- 1975: Eugen Jochum, Concertgebouw-Orchester – Tahra
- 1981: Herbert Blomstedt, Staatskapelle Dresden – Denon
- 1983: Georg Solti, Chicago Symphony Orchestra – Decca
- 1983: Eliahu Inbal, Radio-Sinfonie-Orchester Frankfurt, Erstfassung 1874 – Teldec
- 1991: Günter Wand, NDR-Sinfonieorchester – RCA/BMG
- 1998: Sergiu Celibidache, Münchner Philharmoniker (live 1988) – EMI
- 1998: Stanisław Skrowaczewski, Rundfunk-Sinfonieorchester Saarbrücken – Arte Nova/Oehms
- 1998: Günter Wand, Berliner Philharmoniker – RCA/BMG
- 2004: Dennis Russell Davies, Bruckner Orchester Linz – Arte Nova
- 2006: Philippe Herreweghe, Orchestre des Champs-Élysées, Zweitfassung 1878/80 – Harmonia Mundi France
- 2006: Günter Wand, Münchner Philharmoniker (live 2001) – Profil Edition Günter Hänssler
- 2008: Simone Young, Philharmoniker Hamburg, Urfassung 1874 (live 1.–3. Dezember 2007) – Oehms Classics
- 2011: Gerd Schaller, Philharmonie Festiva, Version 1878/80 – Profil Edition Günter Hänssler
- 2012: Herbert Blomstedt, Gewandhausorchester Leipzig – Querstand
- 2013: Kent Nagano, Bayerisches Staatsorchester, Urfassung von 1874, FARAO classics
- 2013: Gerd Schaller, Philharmonie Festiva, „Volksfest“-Finale (1878) – Profil Edition Günter Hänssler
- 2018: Andris Nelsons, Gewandhausorchester Leipzig – DGG
- 2021: Gerd Schaller, Philharmonie Festiva, erste Fassung 1874 (Edition Nowak) – Profil Edition Günter Hänssler